# Il castello di bronzo
Il castello di bronzo è un film del 1920 diretto da Emilio Ghione.
Saga in due episodi: Tredici di notte e Za le Frack.